# Jane Daly
Jane Daly (Philadelphia (Pennsylvania), 20 april 1948) is een Amerikaanse actrice.

## Biografie
Daly startte op veertiende jarige leeftijd met modelwerk en tv-commercials. De jaren hierna heeft ze meer dan honderd commercials gedaan en zo kon ze haar studie betalen. Ze heeft haar diploma gehaald (cum laude) op de Universiteit van Miami in theater. Daly verhuisde in 1972 naar New York in en later verhuisde ze naar Californië.
Daly trouwde in het verleden voor de eerste keer en is ook gescheiden van hem. en heeft hieruit een kind (1973)., Daly is in mei 1982 opnieuw getrouwd en heeft hieruit ook een kind (oktober 1984). Daly leerde in 1982 haar tweede man kennen op de tv-set van Capitol.
Daly begon in 1972 met acteren in de film Children Shouldn’t Play with Dead Things. Hierna heeft ze nog meerdere rollen gespeeld in televisieseries en films, zoals Roomies (1987), Beverly Hills, 90210 (1995), Girlfriends (2003) en Mission: Impossible III (2006).

## Filmografie[6]

### Films
Uitgezonderd korte films.
- 2017 The Keeping Hours - als moeder van Elizabeth
- 2006 Mission: Impossible III – als moeder van Julia
- 1998 Little Girl Fly Away – als dokter
- 1997 Two Voices – als ??
- 1996 Bermuda Triangle – als Ginnie Mae Cooper
- 1994 And Then There Was One – als Lorrie
- 1993 Star – als Frances Hill
- 1991 Runaway Father – als Lorraine
- 1990 In the Line of Duty: A Cop for the Killing – als Barbara
- 1990 Where’s Rodney? – als Ann Barnes
- 1990 Miracle Landing – als Gail Kornberg
- 1983 Murder One, Dancer 0 – als Carol Banding
- 1981 Amy – als Molly Tribble
- 1980 Did You Hear About Josh and Kelly? - als Kelly Porter
- 1980 The Black Marbie – als vriendin van Bullit
- 1979 North Dallas Forty – als Ruth
- 1974 Dead of Night – als Joanne
- 1972 Children Shouldn’t Play with Dead Things – als Terry

### Televisieseries
Uitgezonderd eenmalige gastrollen.
- 2020-2022 The Rookie - als Patrice Evers - 5 afl.
- 2003 Girlfriends – als Alysa Garret - 2 afl.
- 1995 Beverly Hills, 90210 – als dr. Molly Campbell – 4 afl.
- 1987 Roomies – als Kate Adler – 8 afl.

- Library of Congress Control Number: no2016059297
- Virtual International Authority File: 17146332840118730193